# Jérémy Chatelain
Jérémy Chatelain é um cantor, ator e estilista francês nascido no 19 de outubro de 1984 em Créteil (Val-de-Marne), França. Ficou mais conhecido depois de ter participado da segunda temporada (2002-2003) do reality show Star Academy France. Ele não está mais casado com a cantora Alizée desde 2012, mas tem uma filha de nome Annily Chatelain com ela, nascida em 29 de abril de 2005.

## Discografia

### Álbuns
- 2003: Jérémy Chatelain
- 2006: Variétés françaises

### Singles
- 2003
  - Laisse-moi
  - Belle Histoire
  - Vivre Ça
- 2004
  - J'aimerai
  - Je M'en Fous (não comercializado)
- 2006
  - Katmandou (não comercializado)
  - Variété Française (não comercializado)
  - J'veux Qu'on M'enterre (não comercializado)

### Colaborações
- Para Jonatan Cerrada: compôs  "La preuve du contraire"
- Para Alizée: compositor do terceiro álbum de estúdio previsto para 26 de novembro de 2007